# Lijst van dialecten van de wereld - I
Deze lijst van dialecten is zeker niet compleet en de aanduiding 'dialect' zal voor diverse van de genoemde variëteiten zeker omstreden zijn. De lijst bevat in principe alleen variëteiten die nauwelijks standaardisatie hebben ondergaan. Ze zijn geordend onder een kop die ofwel redelijk adequaat de genoemde subvariëteiten omvat, ofwel de naam is van de standaardtaal die door de dialectsprekers als lingua franca wordt gehanteerd.
Zie voor achtergronden over de schakeringen van de taal-dialectrelatie de lemma's variëteit (taalkunde), taal, dialect, streektaal, standaardtaal, dialectcontinuüm, taalfamilie.

## Iamalele
Centraal Yamalele - Didigavu - Gwabegwabe - Masimasi - Zuidelijk Yamalele

## Ibaans
Batang Lupar - Bugau - Dau - Lemanak - Skrang - Ulu Ai - Undup

## Ibaloi
Bokod - Daklaans - Kabayaans

## Ibanag
Noord-Ibanag - Zuid-Ibanag

## Ida'Aans
Begak - Ida'Aans - Subpaans

## Iduna
Belebele - Centraal Vivigani - Goiala - Idakamenai - Kalauna - Ufaufa - Ufufu - Waibula

## Ile Ape
Noord-Ile Ape - Zuid-Ile Ape

## Ilianen Manobo
Livunganen - Puleniyaans

## Ilongot
Abaka - Egongot - Ibalao - Italon - Iyongut

## Indonesisch Bajau
Jampea - Jaya Bakti - Kajoa - Matalaang - Poso - Roti - Same' - Sulamu - Tongiaans 1 - Tongiaans 2 - Wallace

## Inonhaans
Alcantaranon - Bulalakaw - Dispoholnon - Looknon

## Ipeka-Tapuia
Waliperi

## Irántxe
Irántxe - Münkü

## Iraqw
Asa

## Iraya
Abra-De-Ilog - Alag-Bako - Pagbahaans - Palauaans-Calavite - Pambuhaans - Santa Cruz

## Irula
Irula Pallar - Mele Nadu Irula - Noordelijk Irula - Urali - Vette Kada Irula

## Isnag
Bayag - Calanasaans - Dibagat-Kabugao - Karagawaans - Talifugu-Ripang

## Italiaans
Abruzzees - Calabrees - Centraal Marchigiano - Cicolano-Reatino-Aquilano - Ferrarees - Laziale - Mantuaans - Molisano - Pugliees - Toscaans - Umbrisch (dialect) - Florentijns

## Itawit
Itawis - Malaweg

## Itelmen
Itelmen - Kharyuz - Napanskij - Sedanka - Sopocnovskij - Xajrjuzovskij

## Itene
Itoreauhip

## Ivataans
Basco-Ivataans - Itbayaten - Zuidelijk Ivataans
A · B · C · D · E · F · G · H · I · J · K · L · M · N · O · P · Q · R · S · T · U · V · W · Y · Z